# Worms (Alemania)
Worms es una ciudad de Alemania, en la región de Renania-Palatinado, a orillas del río Rin, situada en la región vitivinícola Rheinhessen. Su población a finales de 2004 era de 85 829 habitantes. Fundada por los celtas, que la llamaron Borbetomagus, Worms se disputa con las ciudades de Tréveris y Colonia el título de "ciudad más antigua de Alemania". Worms es la única ciudad alemana miembro de la organización Most Ancient European Towns Network. Se halla a unos 70 kilómetros al sur de Fráncfort y a unos 100 kilómetros del aeropuerto de Fráncfort-Hahn.

## Etimología
El nombre Worms es de origen celta: Borbetomagus significaba "asentamiento en área con agua". Con el tiempo, este nombre se latinizó como Vormatia, que fue usado desde el siglo VI, también transformado a la forma hebrea medieval Vermayza (ורמיזא). El topónimo se pronuncia /ˈvɔɐ̯ms/.

## Historia

### Antigüedad
Worms fue en épocas antiguas una ciudad celta con el nombre de Borbetomagus, que quizás significaba «prado del agua». Más tarde fue conquistada por los vangiones germánicos. En el año 14 a. C., los romanos, comandados por Druso capturaron y fortificaron la ciudad, y desde entonces en adelante una pequeña tropa de infantería y caballería tenían allí la guarnición. Los romanos renombraron la ciudad como Augusta Vangionum, por el entonces emperador y la tribu local. El nombre no parece que se conservara, sin embargo, y la germana Worms se desarrolló a partir de Borbetomagus. La guarnición creció hasta convertirse en una pequeña ciudad con un plan urbano romano regular, un foro, y templos para los principales dioses Júpiter, Juno, Minerva (cuyo templo estaba en el lugar de la posterior catedral), y Marte.

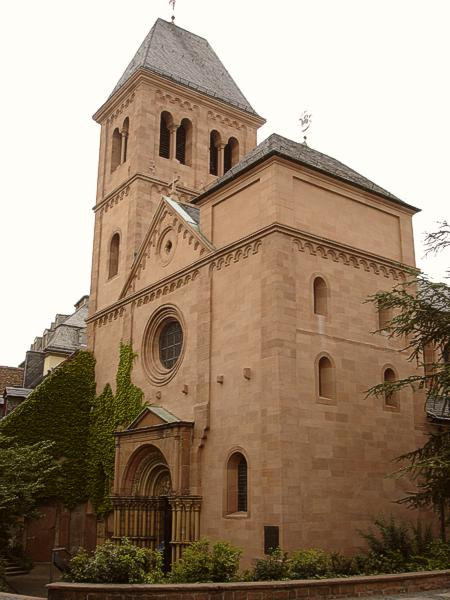
Iglesia de San Martín.

Las inscripciones romanas, los altares y los exvotos pueden verse en el museo arqueológico, junto con una de las más grandes colecciones europeas de vidrio romano. Ceramistas locales trabajaron en el barrio meridional de la ciudad. Fragmentos de ánforas contienen restos de aceite de oliva de la Bética, sin ninguna duda transportados por el mar y luego río Rin arriba por barco.
Durante los desórdenes de 411-413, el usurpador romano Jovino se estableció él mismo en Borbetomagus como un emperador-marioneta con la ayuda del rey Gunther de los burgundios, quienes se habían asentado en la zona entre el Rin y el Mosela algunos años antes. La ciudad se convirtió en la capital del reino burgundio bajo Gunther (también conocido como Gundicar). Pocos restos quedan de este temprano reino burgundio, porque en 436 fue todo destruido por un ejército combinado de romanos (liderados por Aecio) y los hunos (liderados por Atila); una hebilla de cinturón que se encontró en Worms-Abenheim es un tesoro de museo. Provocado por los ataques burgundios contra asentamientos romanos, el ejército combinado huno-romano destruyó al ejército burgundio en la batalla de Worms (436), matando al rey Gunther. Se dice que murieron 20 000. Los romanos lideraron a los supervivientes hacia el sur al distrito romano de Sapaudia (moderna Saboya).
La historia de esta guerra más tarde inspiró el Cantar de los Nibelungos, que transcurre en gran medida en este lugar. De entonces data la muralla que rodea la parte antigua de la ciudad y es donde, según la leyenda, comenzó su andadura el mítico dragón de Sigfrido, pues es en Worms y en sus alrededores donde tuvieron lugar la mayoría de las escenas de esta epopeya. Así lo recuerdan muchos dragones situados por todo el centro de la ciudad, una fuente dedicada a Sigfrido, nombres de calles, de hoteles, etc. De hecho, actualmente se puede visitar el Museo de los Nibelungos —inaugurado en 2001—, que nos acerca a esta epopeya mediante muy innovadoras técnicas, instándonos a buscar el tesoro que, según contaba la leyenda, está enterrado bajo la ciudad de Worms.
La ciudad aparece en Tabula Peutingeriana, que data del siglo IV.

### Edad Media

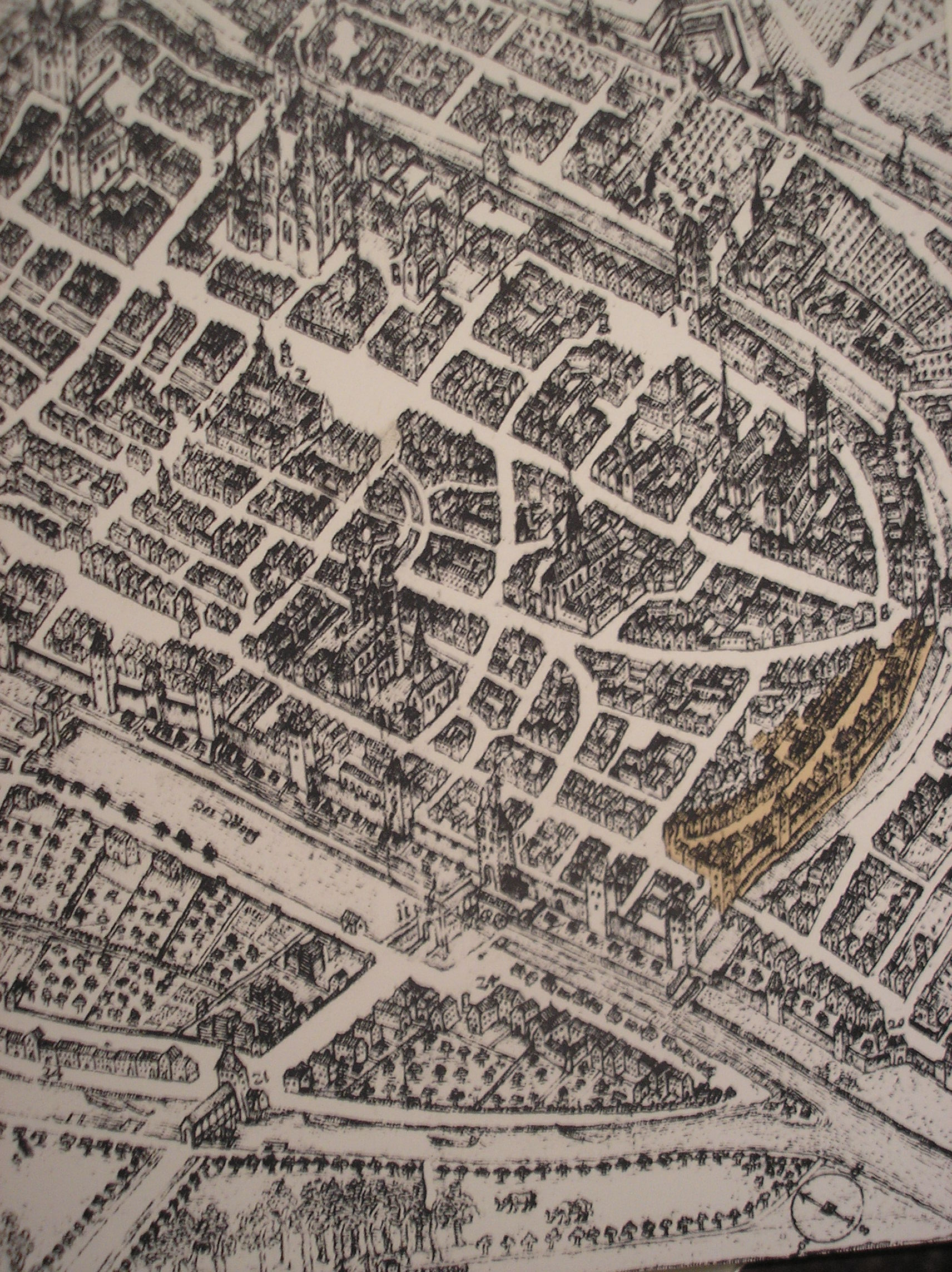
Mapa de Worms en 1630. El gueto judío está marcado en amarillo.

Worms ha sido un obispado católico desde al menos 614, incluso con una mención anterior en 346. En el imperio franco, la ciudad era la ubicación de un importante palatinado de Carlomagno, quien construyó uno de sus muchos palacios administrativos aquí. Los obispos administraban la ciudad y su territorio. El más famoso de los primeros obispos medievales fue Burcardo de Worms.
La ciudad posee una catedral románica (Wormser Dom, siglos XII-XIII), dedicada a san Pedro. Es uno de los mejores ejemplos de arquitectura románica en Alemania. Junto con las cercanas catedrales románicas de Espira y Maguncia, es una de las llamadas Kaiserdome (Catedral imperial). Algunas partes en estilo románico temprano del siglo X aún existe, mientras que la mayor parte procede de los siglos XI y XII, con algunos añadidos posteriores en estilo gótico (véase los enlaces externos, más abajo, para ver fotografías).
Uno de los condes que tuvieron su título fue Roberto II de Hesbaye.
Aún perduran otras cuatro iglesias románicas así como la fortificación románica de la antigua ciudad, haciendo de ella la segunda ciudad alemana en arquitectura románica, superada solo por Colonia.
Worms prosperó en la Alta Edad Media. Habiendo recibido amplios privilegios del rey Enrique IV (más tarde emperador Enrique III) ya tan temprano como 1074, la ciudad más tarde se convirtió en una ciudad libre imperial, siendo independiente de cualquier gobernante local y responsable sólo ante el propio emperador del Sacro Imperio. Como resultado de esto, Worms fue lugar de importantes acontecimientos en la historia del Imperio. En septiembre de 1122 se firmó el concordato entre el papa Calixto II y el emperador Enrique V, que puso fin a la Querella de las Investiduras; en 1495, una dieta imperial se reunió aquí e hizo un intento de reforma a los estados del Círculo Imperial en desintegración por la reforma imperial.
También es destacable la comunidad judía de Worms. La ciudad, conocida en hebreo medieval por el nombre de Varmayza o Vermaysa (ורמיזא, ורמישא), fue un centro de judaísmo asquenazí medieval. Se cree que en la Alta Edad Media vivían más de mil judíos, entre los que se hallaban el rabino Salomon Ben Isaac, o el célebre rabino francés Rashi, quien llevó a cabo uno de los mejores comentarios de la Torá de la época y que, según la documentación, se le ubica en Worms hacia el año 1060. La comunidad judía fue establecida allí a finales del siglo X, y se erigió la primera sinagoga de Worms en 1034. En 1096, ochocientos judíos fueron asesinados por cruzados y la plebe local. El cementerio judío en Worms, que data del siglo XI, se cree que es el cementerio más antiguo que aún se conserva in situ en Europa. La sinagoga Rashi, que data del año 1175 y fue cuidadosamente reconstruida después de su profanación en la Noche de los cristales rotos, es la más antigua de Alemania. Destacados estudiantes, rabíes y eruditos de Worms incluyeron a Shlomo Yitzhaki (Rashi) quien estudió con R. Yizhak Halevi, Elazar Rokeach, Maharil, y Yair Bacharach. En el sínodo rabínico que se celebró en Worms en el cambio de siglo del siglo XI, el rabí Rabbenu Gershom expresamente prohibió la poligamia por primera vez. Durante cientos de años, hasta la Noche de los cristales rotos, en 1938, el barrio judío de Worms fue un centro de la vida judía.

### Edad Moderna
La más importante, entre las más de cien dietas imperiales que se reunieron en Worms, es la de 1521 (conocida habitualmente como la dieta de Worms) que terminó con el edicto de Worms, en la que Martín Lutero fue declarado hereje después de rechazar retractarse de sus creencias religiosas. Fue condenado al destierro del Imperio. Worms fue también el lugar de nacimiento de las primeras biblias de la Reforma, tanto la biblia alemana de Martín Lutero como el primer Nuevo Testamento completo en inglés de William Tyndale para el año 1526.
En 1689 durante la guerra de los nueve años, Worms (como las cercanas ciudades de Heidelberg, Mannheim, Oppenheim, Espira y Bingen) fue saqueada por tropas del rey Luis XIV de Francia, aunque los franceses sólo conservaran la ciudad durante varias semanas. En 1743 se firmó el tratado de Worms, formando una alianza política entre Gran Bretaña, Austria y el reino de Cerdeña. En 1792 la ciudad fue ocupada por tropas de la Primera República francesa durante las guerras revolucionarias francesas.

### Edad Contemporánea
El obispado de Worms fue secularizado en 1801, con la ciudad siendo anexionada dentro del primer imperio francés. En 1815 Worms pasó al Gran ducado de Hesse de acuerdo con el Congreso de Viena y la ciudad fue posteriormente administrada dentro del Hesse Renano.
Gran parte de la judería fue destruida de forma violenta durante los acontecimientos de la Noche de los cristales rotos, por lo que al finalizar la Segunda Guerra Mundial apenas quedaban judíos en Worms. Hoy en día existe una pequeña comunidad judía. Pese a que el barrio judío fue destruido, el cementerio, al estar en las afueras de la ciudad, quedó intacto, y se cree que es el mayor y el más antiguo cementerio judío que se conserva en Europa. Tras su restauración entre los años 1970 y los años 1980, muchos de los edificios del barrio judío pueden ser vistos en un estado cercano al original.
Después de la batalla de las Ardenas, los ejércitos aliados avanzaron hacia el interior de Renania preparándose para un asalto masivo al corazón del Reich. Worms fue una fortaleza alemana en la orilla oeste del Rin y las fuerzas allí resistieron tenazmente al avance aliado. Worms fue entonces intensamente bombardeado por la Royal Air Force en dos ataques el 21 de febrero y 18 de marzo de 1945. Una investigación posterior a la guerra calculó que el 39 % de la zona urbana desarrollada fue destrozada. El ataque de la RAF el 21 de febrero fue dirigido a la principal estación de ferrocarril en el borde de la ciudad interior, pero también destruyó amplias zonas del centro de la ciudad. Llevado a cabo por 334 bombarderos, el ataque en unos pocos minutos arrojó 1000 toneladas de bombas sobre la ciudad interior, y la catedral de Worms estuvo entre los edificios incendiados. Los estadounidenses no entraron en la ciudad hasta que comenzó a cruzarse el Rin después de la toma del puente de Remagen.
En los ataques, murieron 239 habitantes y 35 000 (60 % de una población de 60 000) quedaron sin hogar. Un total de 6490 edificios fueron severamente dañados o destruidos. Después de la guerra, la ciudad interior fue reconstruida, en su mayoría en estilo moderno. En la posguerra, Worms se convirtió en parte del nuevo estado de Renania-Palatinado; el barrio de Rosengarten, en la orilla oriental del Rin, se perdió en favor de Hesse.
Worms actualmente rivaliza con las ciudades de Tréveris y Colonia por el título de «ciudad más antigua de Alemania». Worms es el único miembro alemán de la Red de ciudades europeas más antiguas. Un Nibelungenmuseum («Museo de los nibelungos») multimedia se inauguró en 2001, y un festival anual justo en frente de la Dom, la catedral de Worms, intenta recuperar la atmósfera del período precristiano.
En 2010 lanzaron bombas incendiarias sobre la sinagoga de Worms. Ocho esquinas del edificio se incendiaron, y un cóctel Molotov fue arrojada a una ventana. No hubo heridos. Kurt Beck, ministro presidente de Renania-Palatinado, condenó el ataque y juró movilizar todas las fuentes necesarias para encontrar a los perpetradores, diciendo, «No toleraremos semejante ataque sobre una sinagoga».

## Patrimonio
La catedral de San Pedro es una iglesia tardo-románica que, junto con la Catedral de Maguncia, repite bastante fielmente el esquema arquitectónico de la Catedral de Espira: planta basilical, tres naves con intercolumnios simétricos con "sistema obligado".
Roberto II de Hesbaye

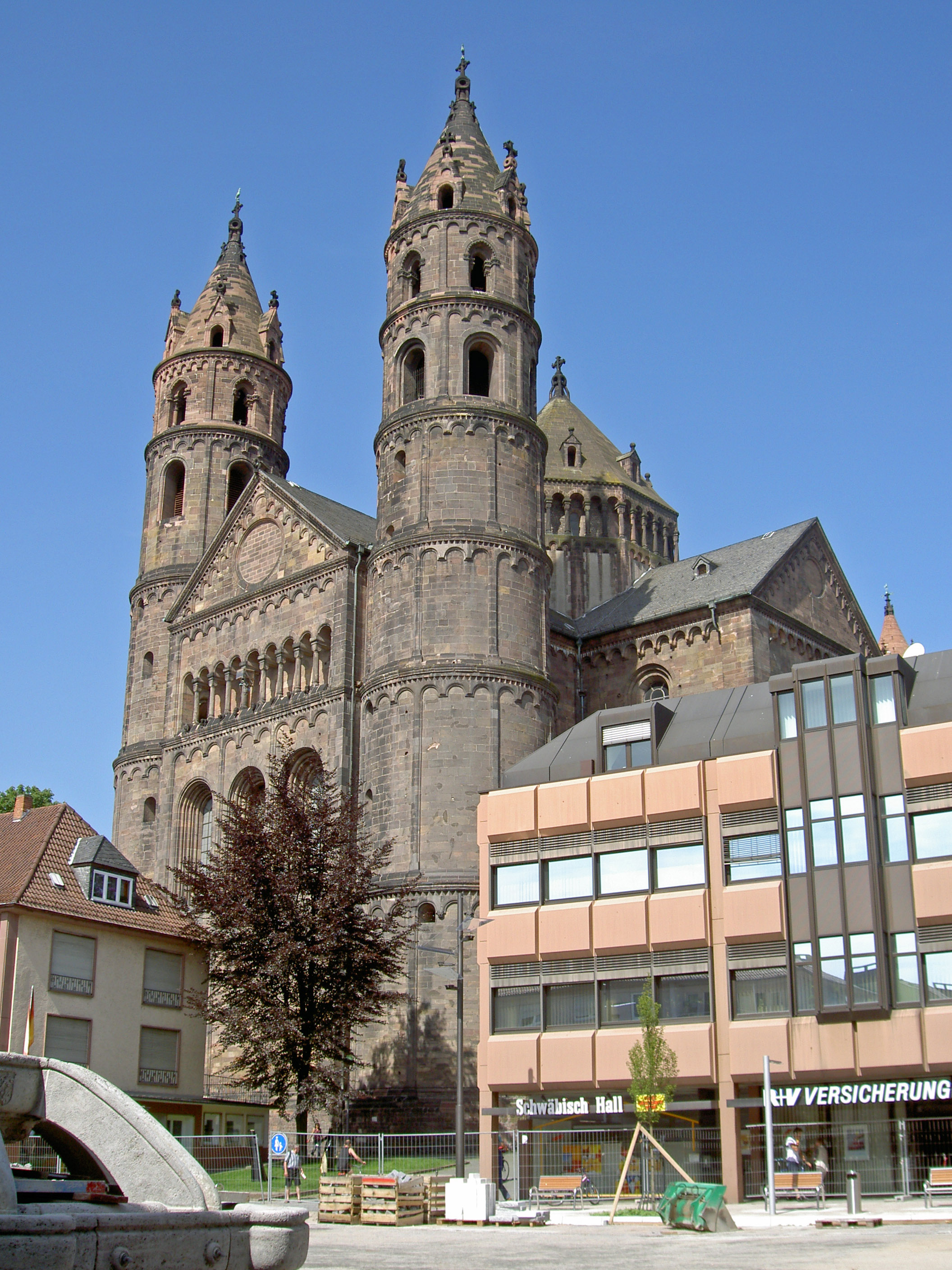
Catedral
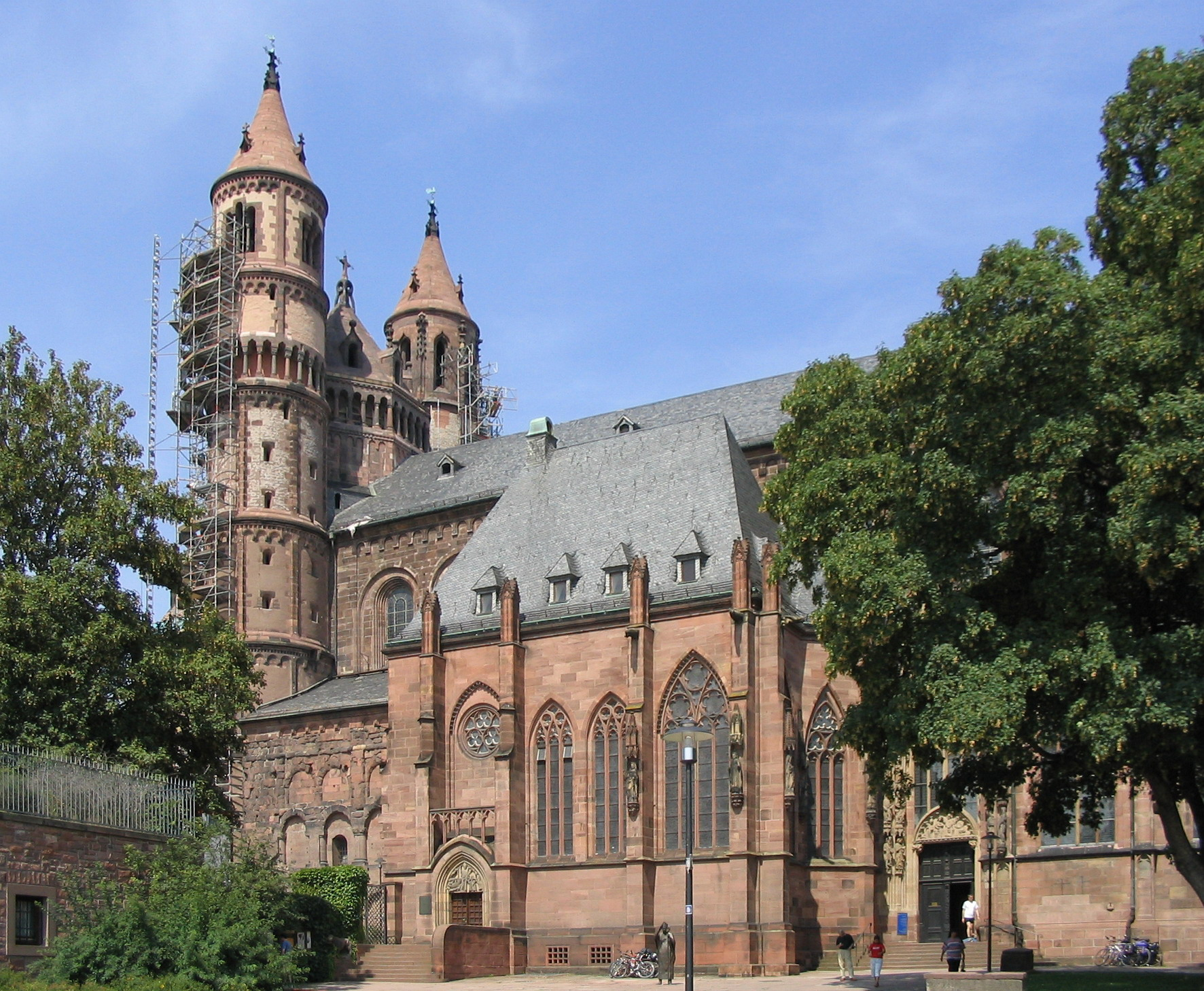
Catedral
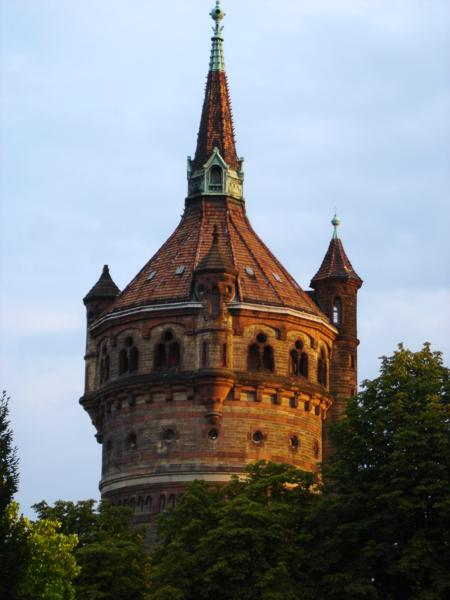
Torre del agua
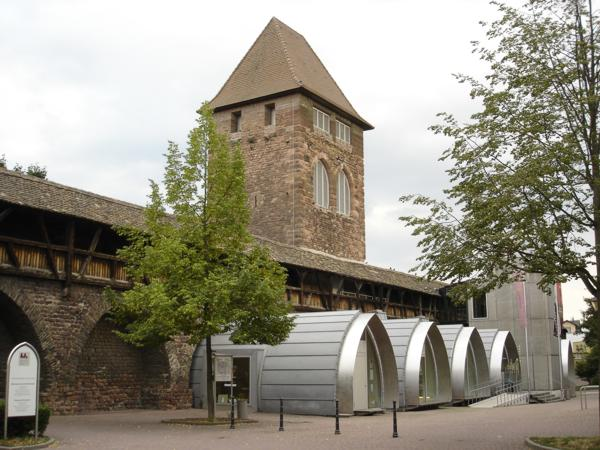
Museo de los Nibelungos
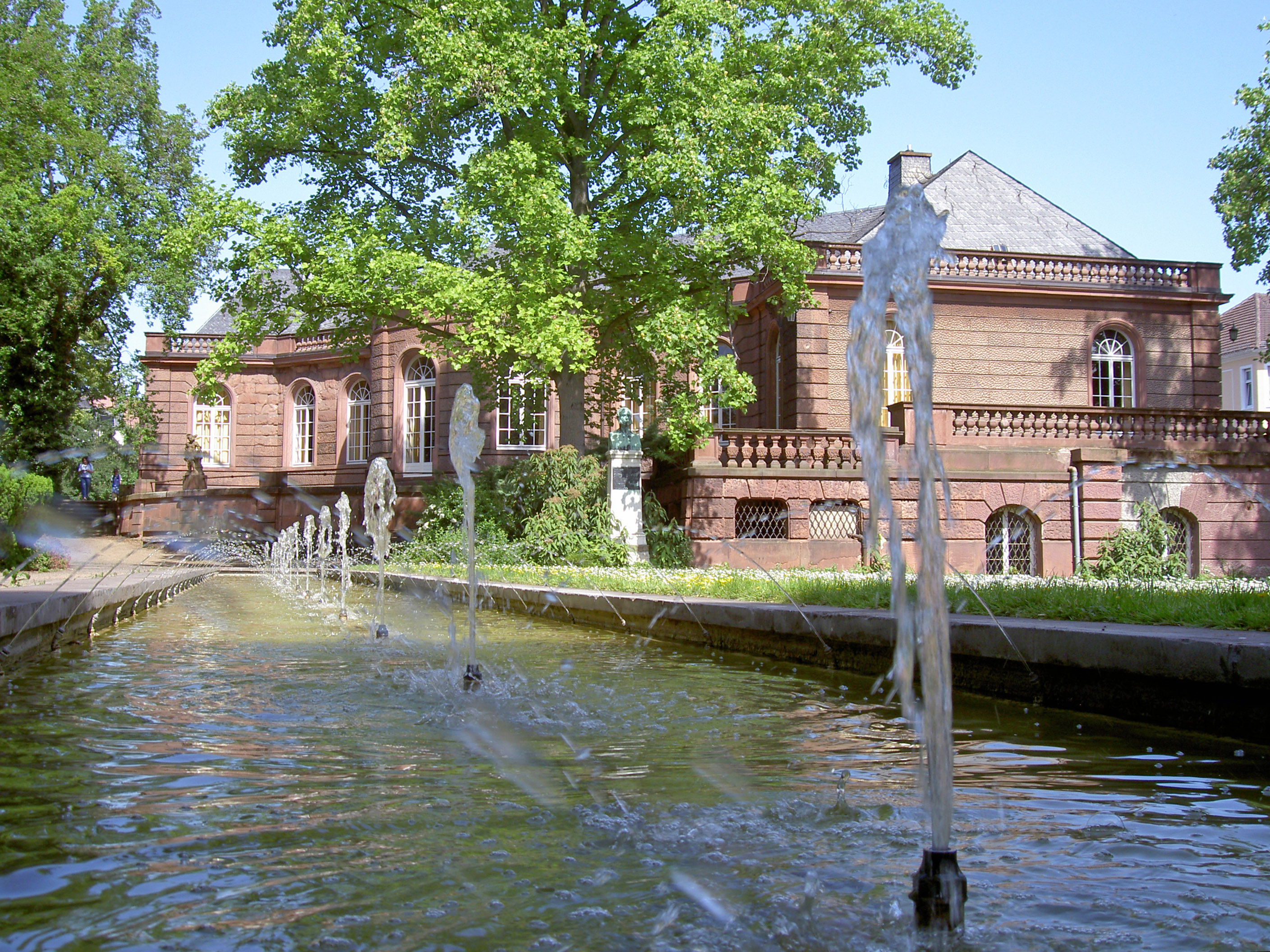
Museo Residencia de Heyls
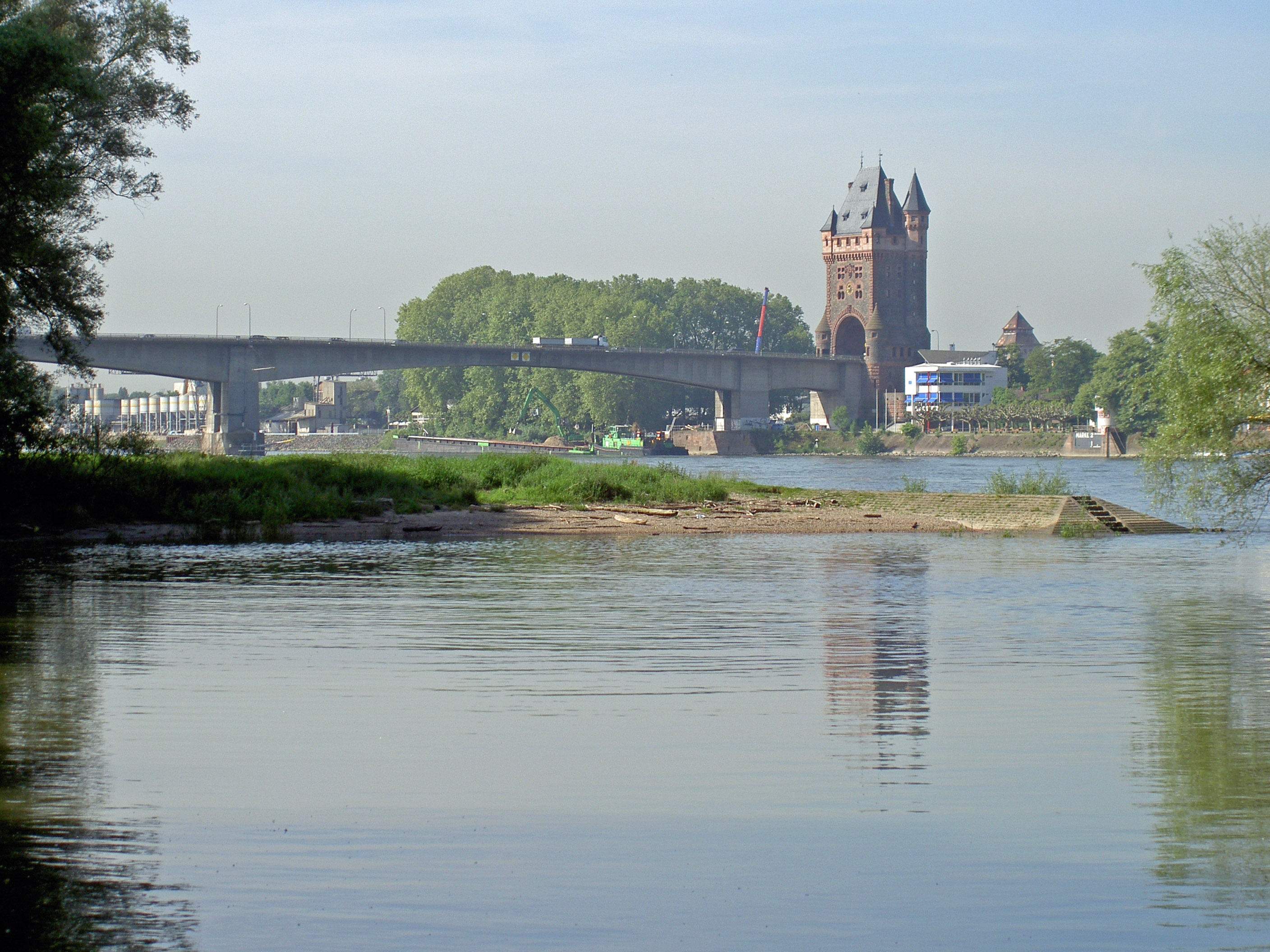
Puente de los Nibelungos
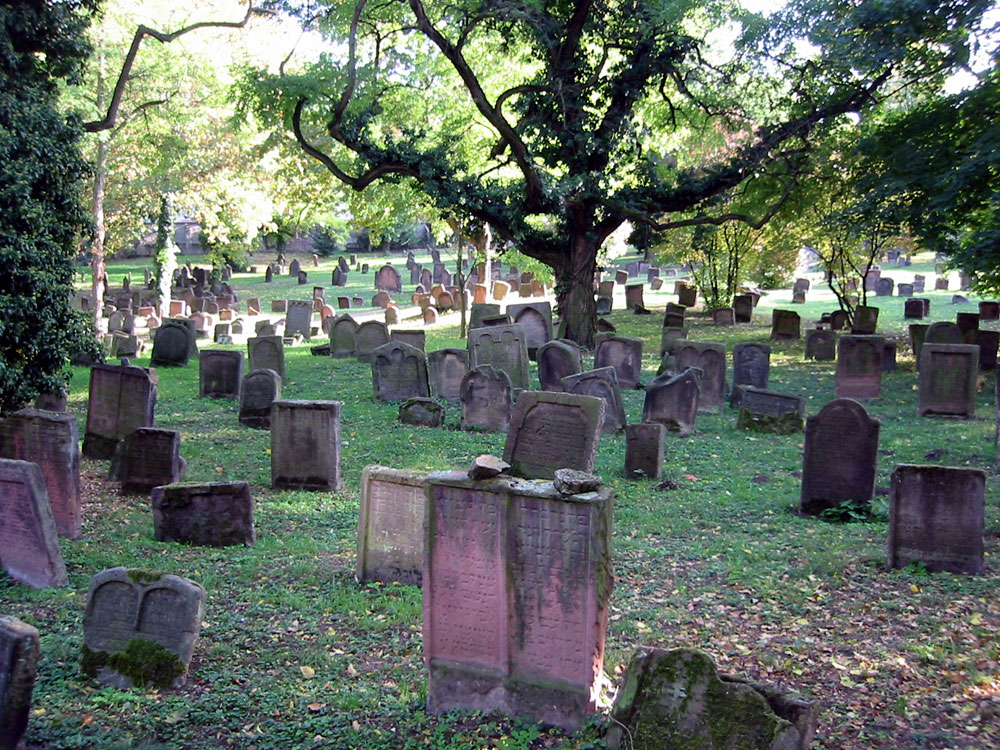
Cementerio judío de Worms

## Ciudades hermanadas
- St Albans (Reino Unido), desde 1957.
- Auxerre (Francia), desde 1968.
- Parma (Italia), desde 1984.
- Tiberíades (Israel), desde 1986.
- Bautzen (Alemania), desde 1990.
- Mobile (Estados Unidos) desde 1998.